# Pasecká skála
Pasecká skála är en kulle i Tjeckien.   Den ligger i regionen Vysočina, i den centrala delen av landet, 130 km öster om huvudstaden Prag. Toppen på Pasecká skála är 819 meter över havet. Pasecká skála ingår i Žďárské vrchy.
Terrängen runt Pasecká skála är platt åt sydväst, men åt nordost är den kuperad. Runt Pasecká skála är det ganska tätbefolkat, med 100 invånare per kvadratkilometer. Närmaste större samhälle är Nové Město na Moravě, 6,1 km söder om Pasecká skála. Trakten runt Pasecká skála består till största delen av jordbruksmark.